# Elektroniskt system för resegodkännande
Elektroniskt system för resegodkännande (engelska: Electronic System for Travel Authorization, ESTA) är ett internetbaserat system för inresegodkännande för resor till USA vars huvudman är USA:s inrikessäkerhetsdepartement.
Medborgare i bland annat Sverige och många andra EU-länder behöver i normalfallet inte visum för att resa till USA. Sedan den 12 januari 2009 måste dessa medborgare emellertid ändå ha ett ESTA-godkännande i förväg för att få stiga ombord på flygplan till USA eller komma in i landet. Detta system räknas inte som visum, eftersom det inte följer USA:s lag om visum.
Ansökan sker via internet. Man måste då besvara frågor om drogmissbruk, fängelsedomar och liknande. Man kan ta hjälp av en resebyrå, men då får man sannolikt betala till den. Ansökan godkänns ofta inom några minuter, men kan ta längre tid och kan avslås. Man kan i princip söka omedelbart före avresan eller eventuellt på flygplatsen, men det rekommenderas inte. Istället rekommenderas att det görs senast tre dagar innan. Den som har otur, har tidigare haft mellanhavanden med amerikanska myndigheter, vägrats inresa tidigare eller liknande kan vägras inresetillstånd och behöver vara ute i avsevärt mer god tid för att vara beredd att söka visum till USA.
Giltighetstiden för ett ESTA-godkännande är två år, eller så länge passet gäller. Man kan göra flera resor under denna tid utan att söka igen.
Den officiella sajten är den som rekommenderas. Det finns många parallella sajter, men de kan i värsta fall syssla med kontokortsbedrägeri eller ge falska ESTA.

## Liknande system
Australien har sedan 1996 ett liknande system, kallat ETA, Electronic Travel Authority. Det räknas emellertid som ett fullvärdigt elektroniskt visum.
Kanada införde 15 mars 2016 ett sådant system, kallat eTA, Electronic Travel Authorization. Alla som inte behöver visum måste skaffa ett eTA, utom medborgare i USA. Under en övergångsperiod på ett halvår kunde det skaffas vid ankomst.
Europeiska unionen har beslutat att införa ett sådant system, kallat Etias, European Travel Information and Authorisation System, för inresa till Schengenländer. Det väntas vara i drift i maj 2023. Detta tillstånd behöver alla skaffa för att få resa in, utom de som behöver visum eller är medborgare i EU eller Schengenländer eller har uppehållstillstånd med flera.
Storbritannien planerar införa ett sådant system omkring 2025. Det planeras behövas för medborgare i alla länder utom Storbritannien och Irland och utom de som behöver visum.
Cirka 25 länder (skrivet 2018) har elektroniska visum, bland annat Australien, Brasilien, Indien, Kenya, Sri Lanka, Turkiet och Vietnam. Dessa kallas ofta e-visa, och räknas som visum, men de söks över internet och lagras i passpolisens dator och resenären får ett kvitto att skriva ut. Resenärerna behöver då inte besöka någon ambassad för att söka visum. Oftast är det begränsat till vissa länder vars medborgare får söka e-visa, medan andra får söka personligen på ambassad. 
Indien har sedan 2015 elektroniska visum för större delen av världens länder, traditionella visum för ett mindre antal och visumfrihet eller visum vid ankomst för några få.